# Шестикупольная синагога
Шестикупольная синагога (азерб. Altı günbəz sinaqoqu) — достопримечательность Губы, возведённая в конце XIX века. Находится в посёлке Красная Слобода Губинского района Азербайджана. Аналогичная синагога также действует в Стамбуле. Синагога была центром религиозного образования. Сейчас синагога открыта для посещений.

## История
Синагога была построена в 1888 году по проекту архитектора Гилель бен Хаима. Здание было воздвигнуто горским евреем каменщиком Джильядом и его товарищами. Архитектура здания имеет восточный стиль. Синагога является символом шестидневного переселения жителей Гильгатского квартала из деревни Гялядуз с разрешения губинского хана Гусейнали хана. Здание имеет 14 основных окон. Высота стены главного молитвенного зала 7 метров.
Долгое время здание использовалось как склад, затем швейный цех. После восстановления независимости Азербайджана, молельный дом был возвращён жителям. В 1995 году, по инициативе знатных представителей Красной Слободы Мардахая Абрамова и Семена Нисанова началась реставрация, которая длилась до октября 2000 года. 11 октября 2001 года в Красной Слободе еврейский народ праздновал возрождение шестикупольной синагоги. Но полная реставрация была завершена в 2005 году.

## Галерея

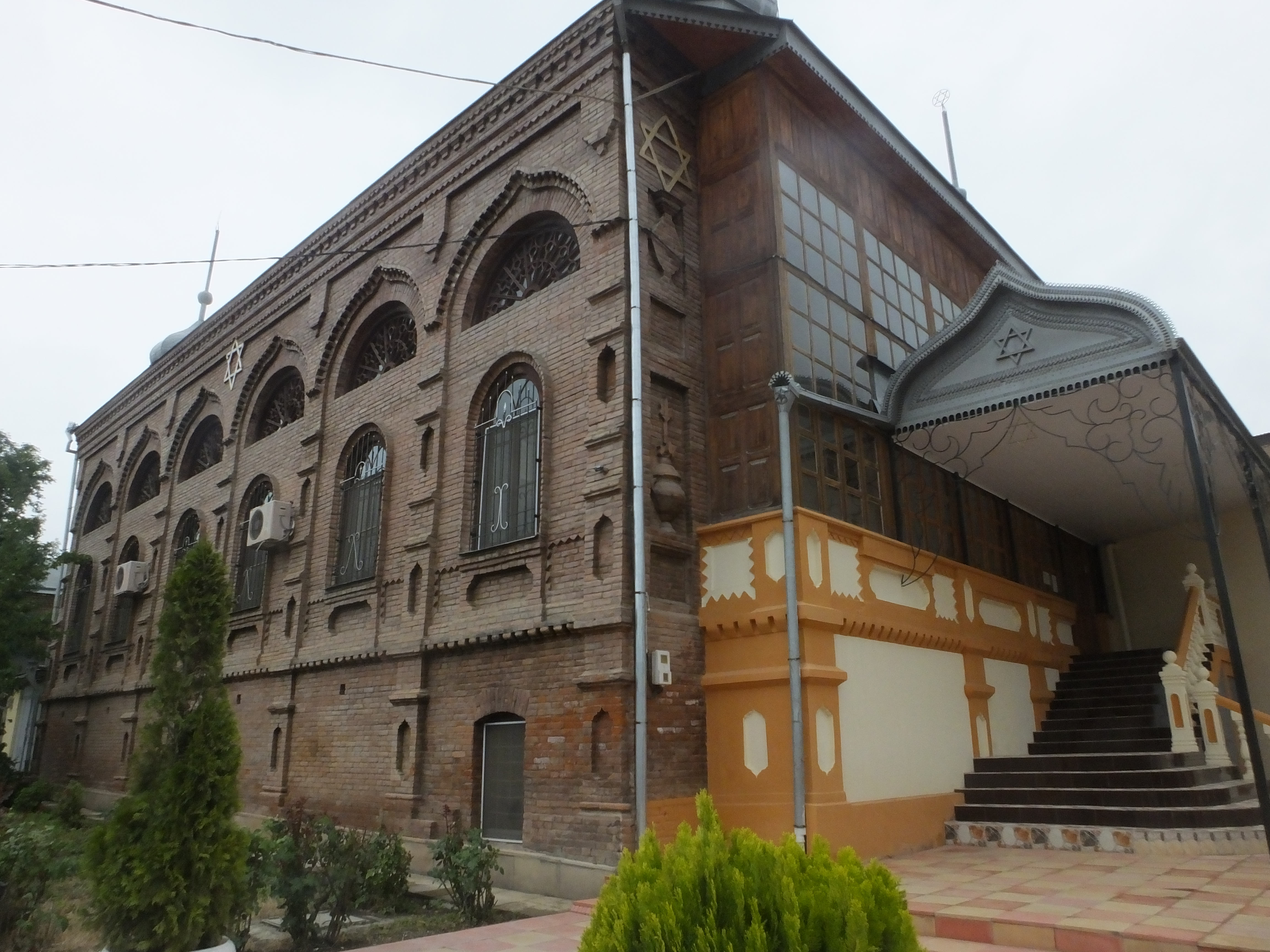
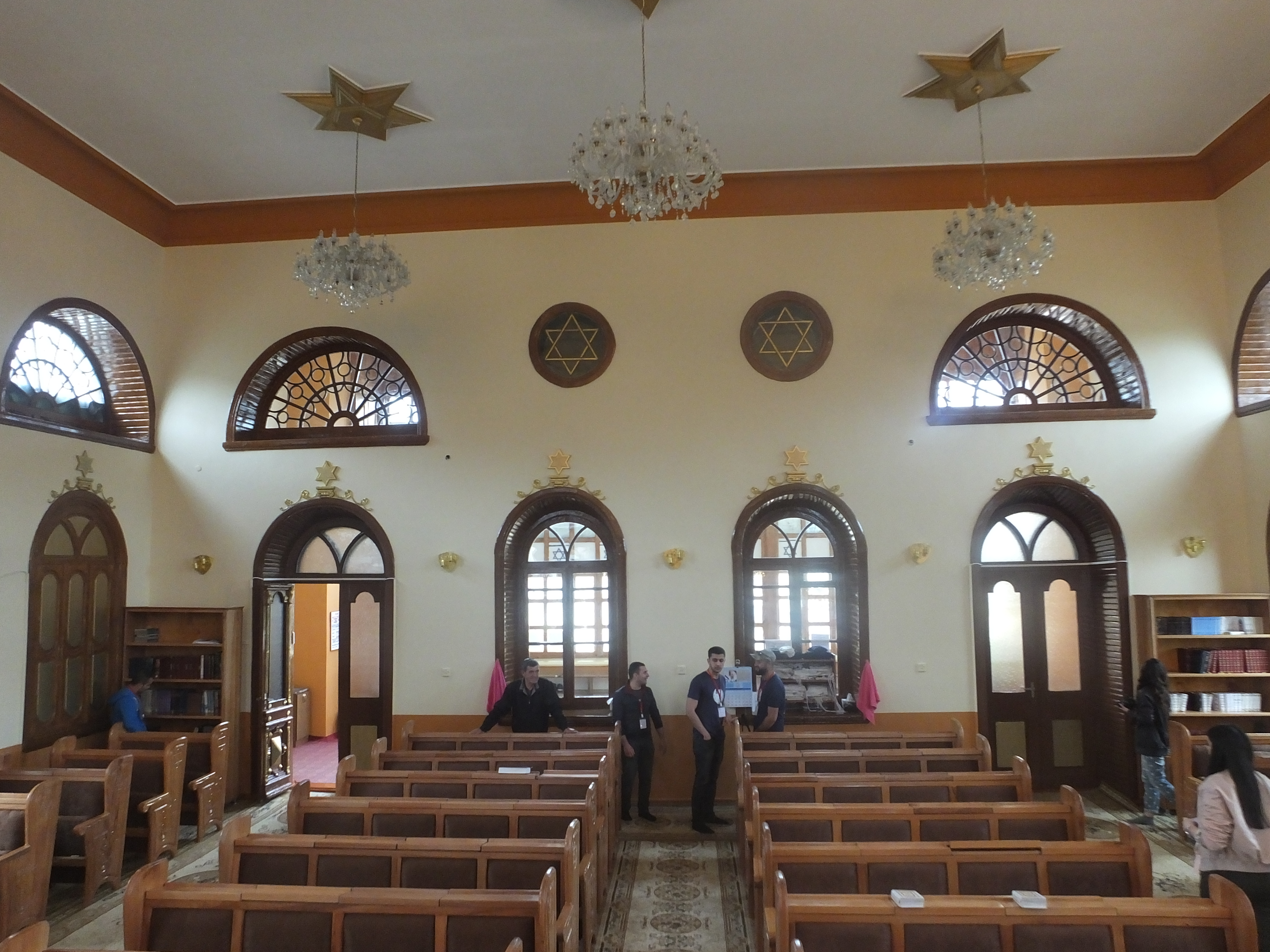
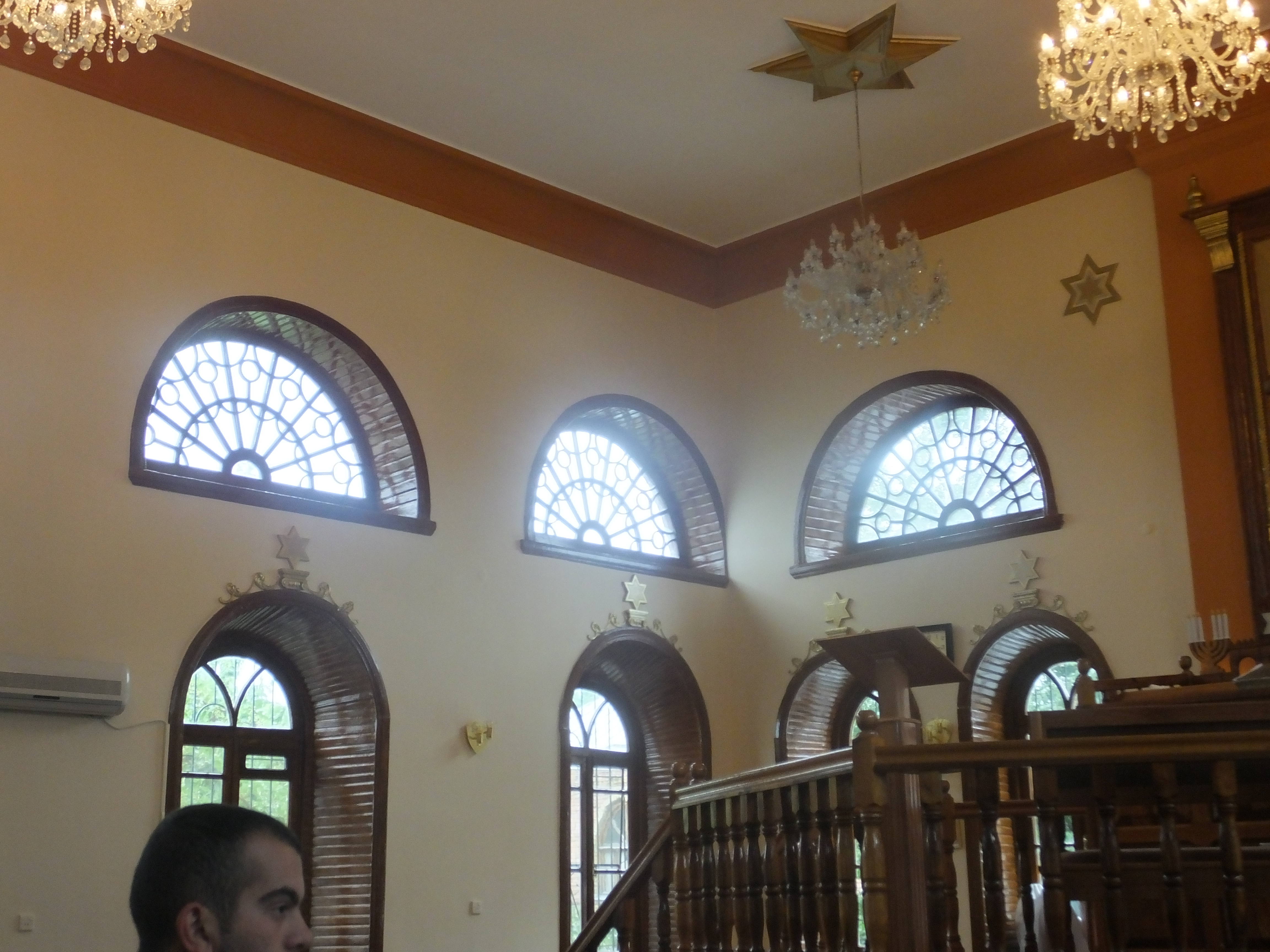
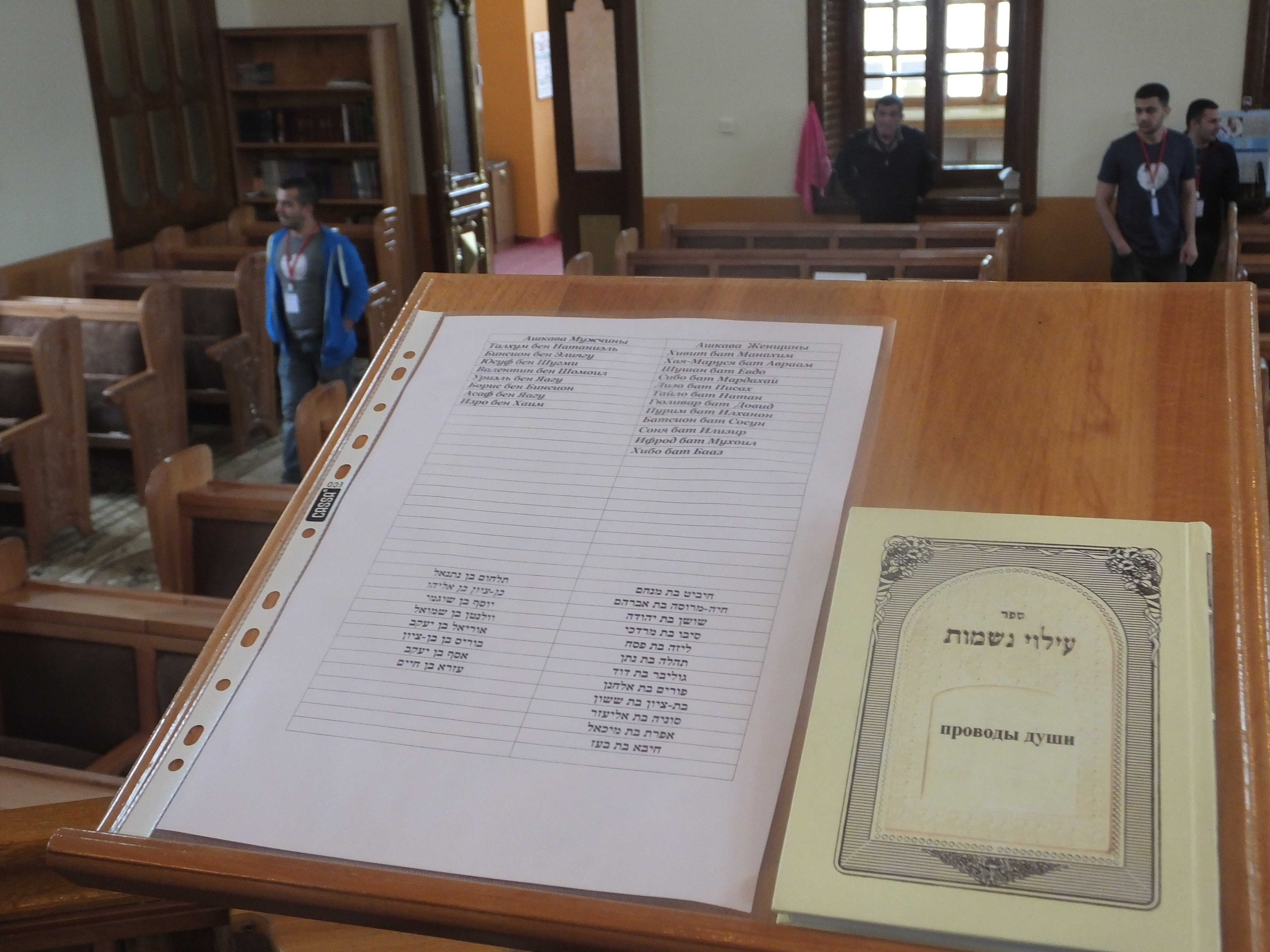
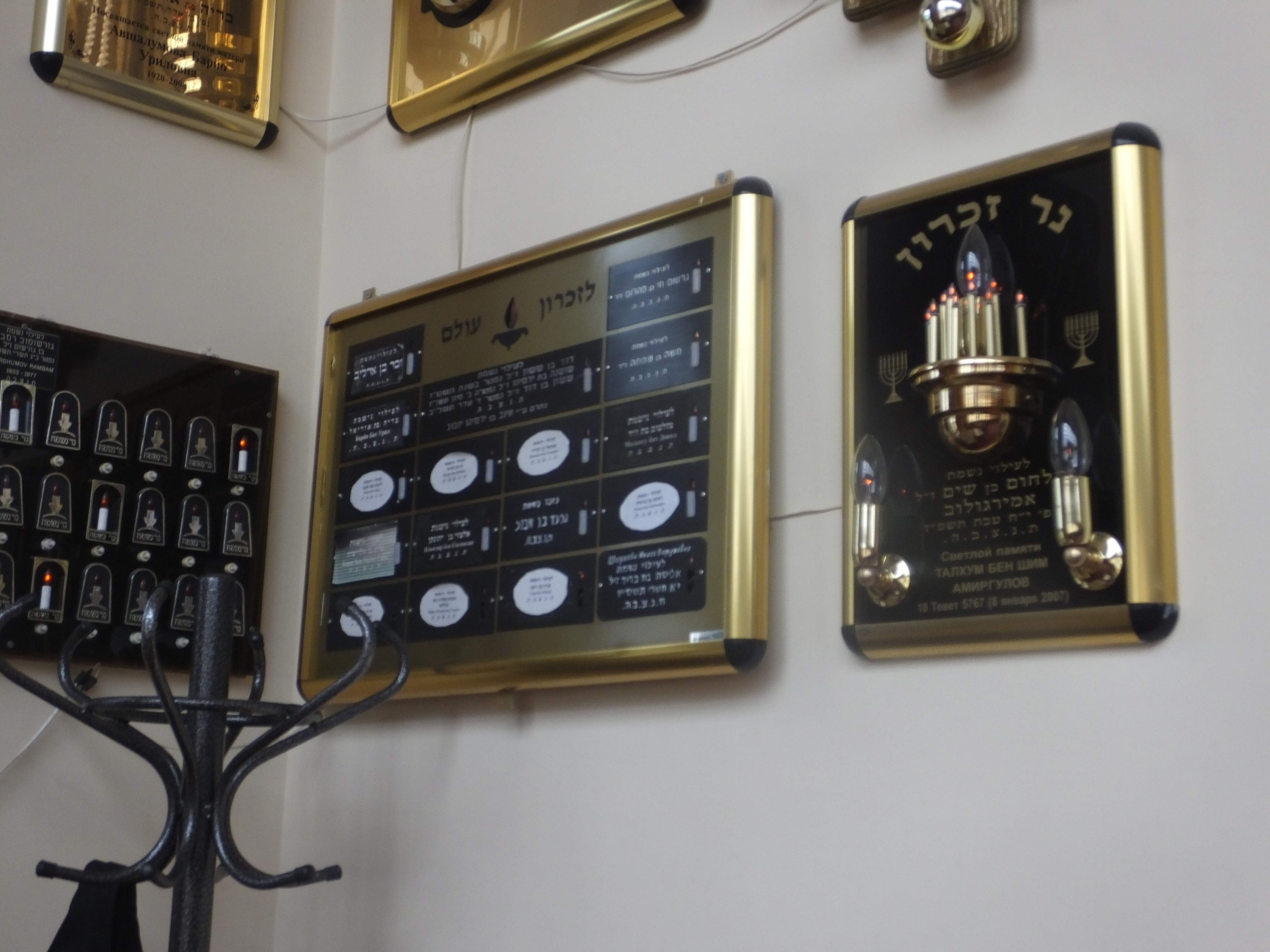
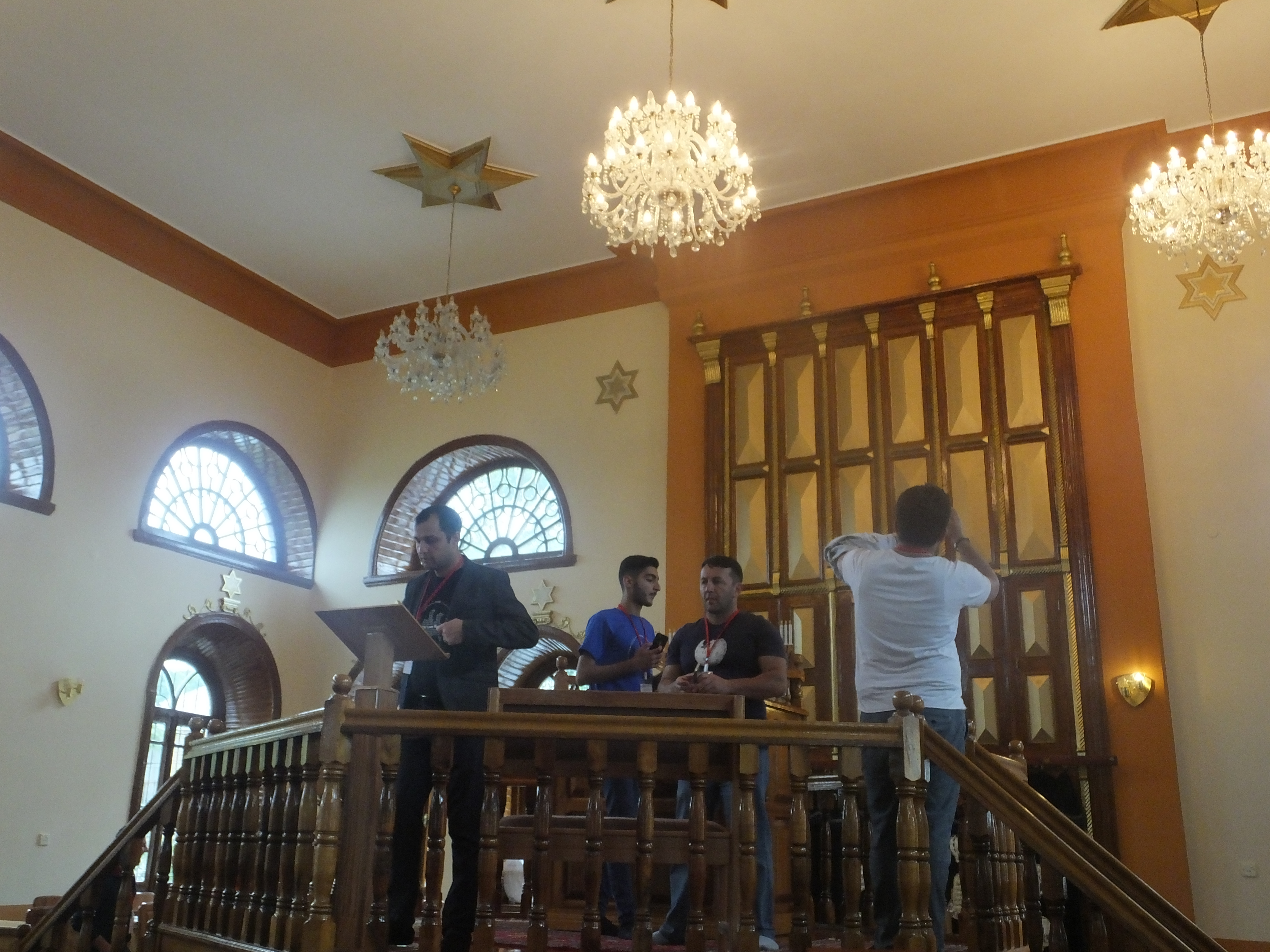
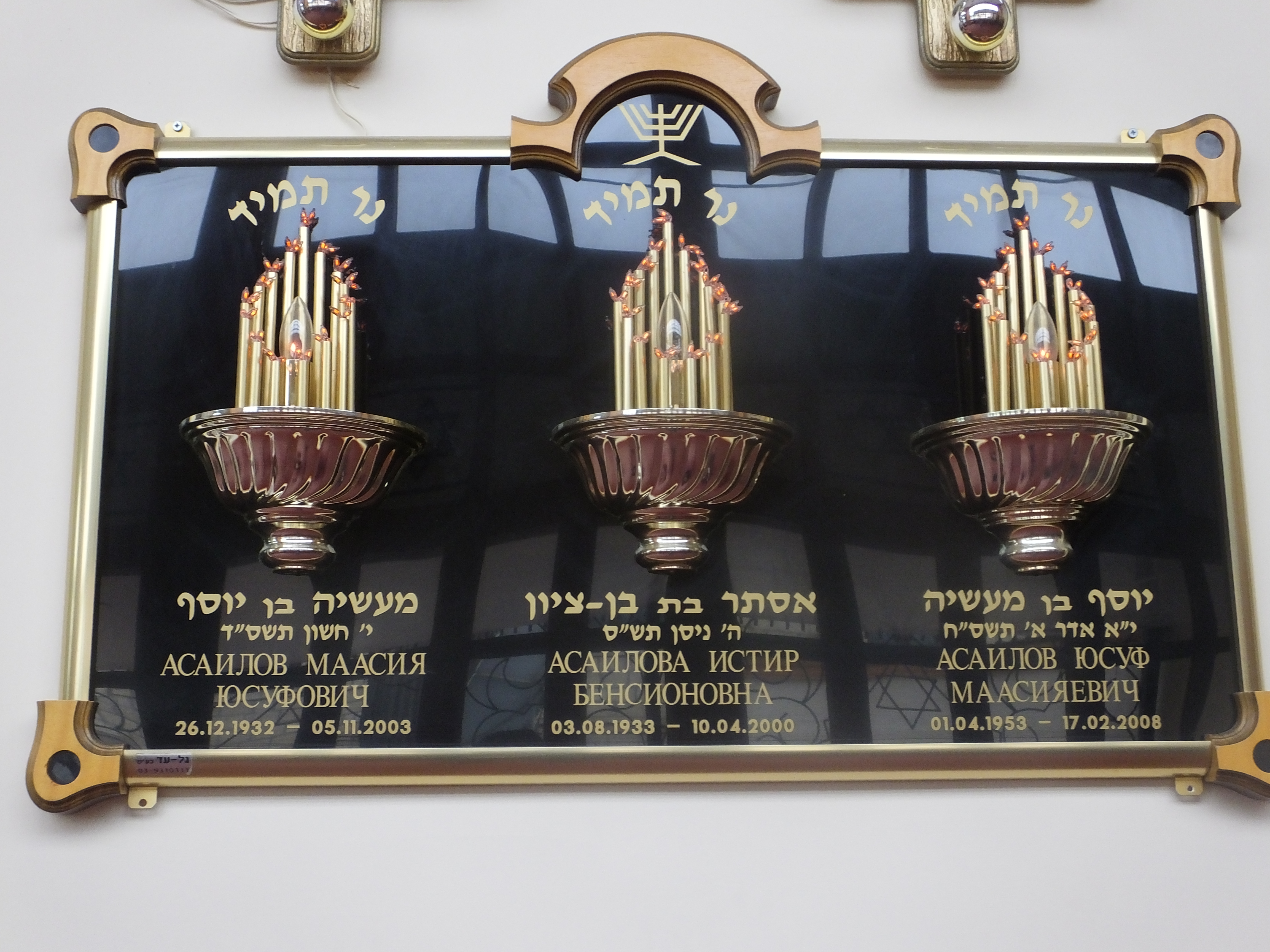
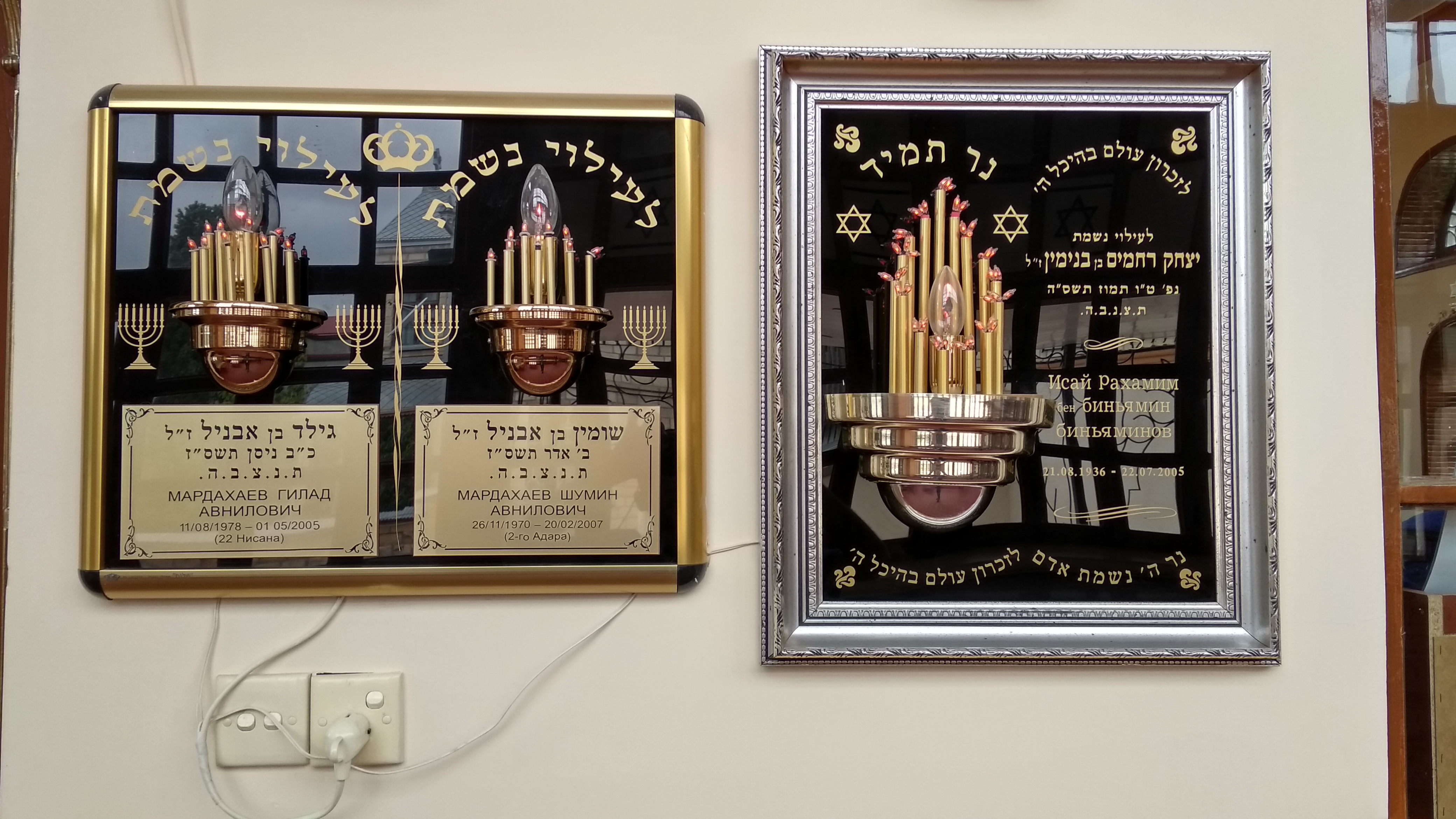
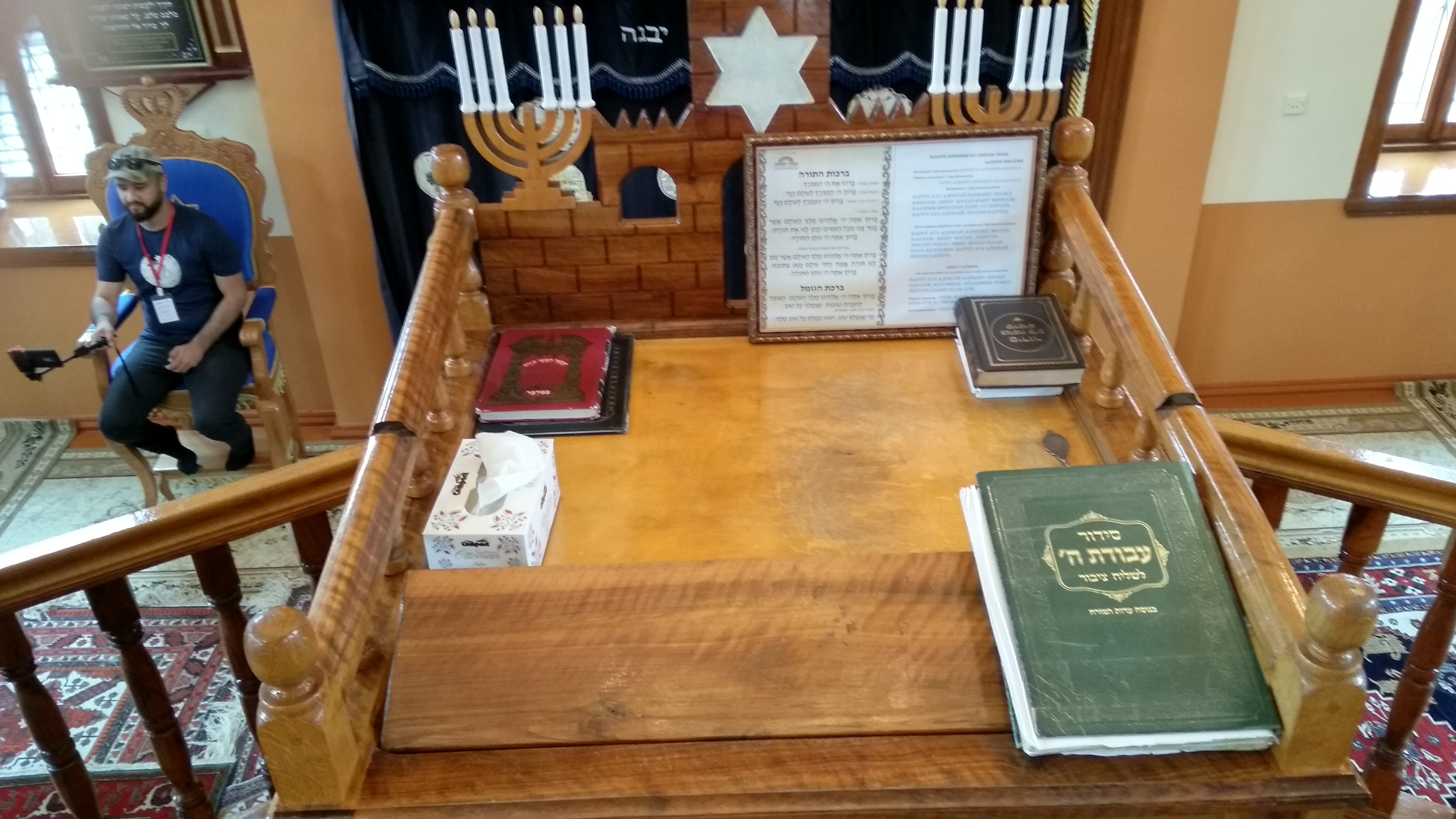
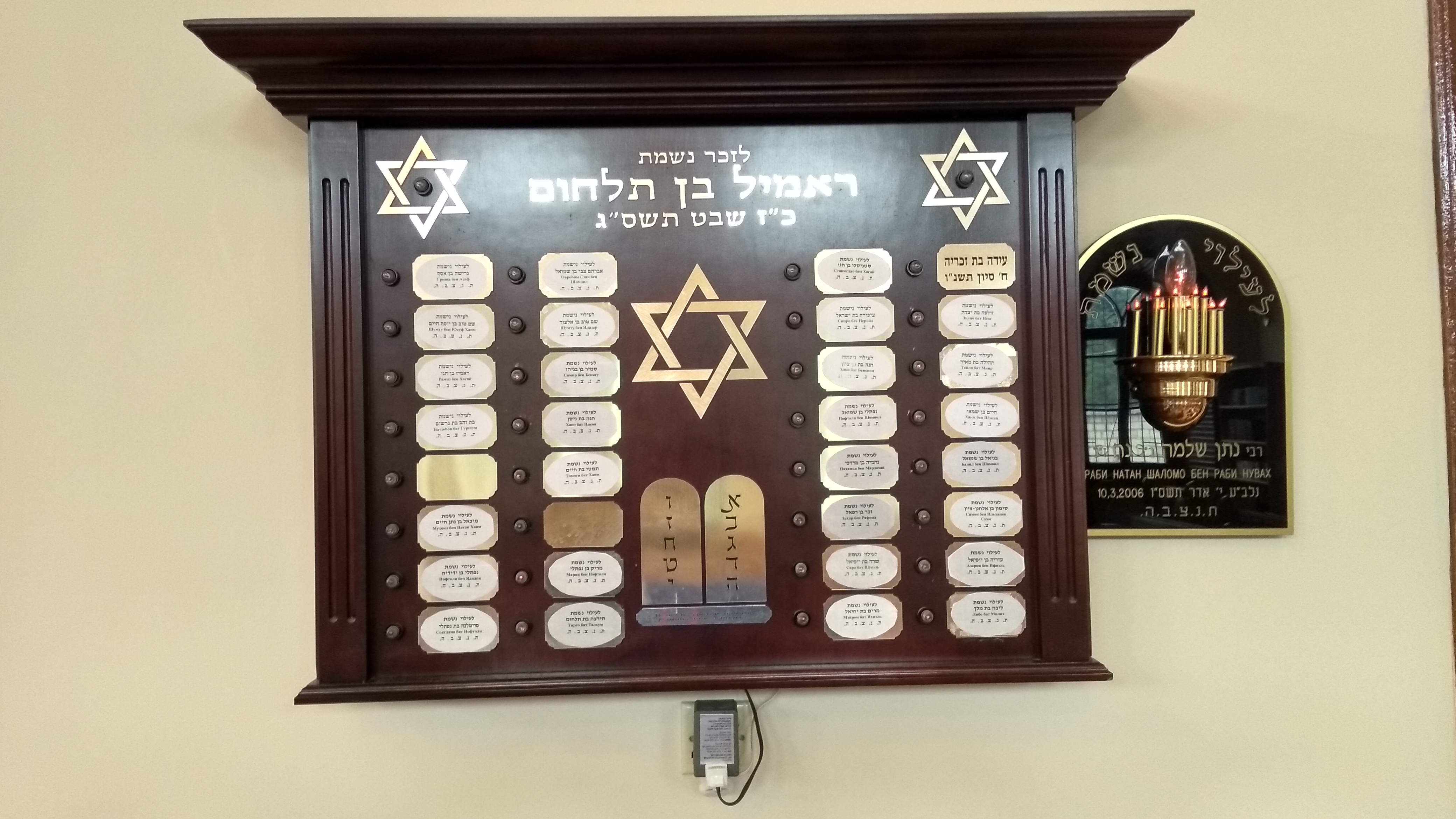